# Nemoura unicornis
Nemoura unicornis är en bäcksländeart som beskrevs av Jewett 1975. Nemoura unicornis ingår i släktet Nemoura och familjen kryssbäcksländor. Inga underarter finns listade i Catalogue of Life.